# 聂士成
聂士成（1836年—1900年），字功亭，谥忠节，安徽合肥北鄉（今崗集鄉聶祠堂）人，清末淮军名將。

## 生平
生於合肥北鄉崗集三十鋪村聶祠堂郢一農家。武童出身，其母有烈女之風，七十歲時仍能練武。後隨淮軍袁甲三攻打捻軍。改隸淮軍，任把總，平定太平軍、捻軍有功，授予「力勇巴圖魯」勇名，與王孝祺、章高元並稱「淮軍後起三名將」。
光緒十年（1884年）爆發中法战争，聶士成奉命率軍赴台，授山西太原鎮總兵。1894年甲午战争，聶士成隨提督葉志超率武毅軍援朝，駐軍牙山。於遼東大高嶺一帶取得清军为数不多的几场胜利，以功授直隸提督。
戰後武毅軍剩餘部隊駐紮蘆臺。聶士成按德國軍法操練，並提拔当时的张作霖。
1898年，清政府將北洋部隊改為武衛軍，聶士成所部武毅軍馬步三十營改制為武衛前軍。
1900年，義和團運動在山東等地迅速發展，聶士成力主鎮壓。4月，義和團破壞保定鐵路，5月30日，聶奉命保護蘆保、京津鐵路。義和團燒毀黃村鐵路，聶軍小隊前往阻止，被義和團迎擊，傷數十人。之後義和團三千人毀廊坊鐵軌，聶士成率軍前往，遭義和團襲擊，聶軍還擊殺死義和團五百人。當時掌政之端王載漪、大學士剛毅等人下旨嚴責士成。直隸總督裕祿命聶士成回蘆台，聶士成率軍回天津。當時天津有義和團二萬多人，常擊殺武卫军士兵，聶士成不敢反抗，但聶軍與義和團的仇隙更深。軍機大臣榮祿害怕聶軍嘩變，写信安慰聶士成，稱武衛軍軍服西化，容易被誤會。聶士成回信稱：「拳匪害民，必貽禍國家。某為直隸提督，境內有匪，不能剿，如職任何？若以剿匪受大戮，必不敢辭。」
6月，聶士成率所部守衛天津楊村一帶，與義和團一起阻擊欲入京拯救使館區的八國聯軍先遣隊，清軍與聯軍互有死傷，而義和團則被聶士成派上前線，遭聯軍機槍掃射，撤回時又遭聶軍機槍掃射，死傷慘重。由於京津鐵路已被義和團破壞、八國聯軍先遣隊不擅陸戰、聶軍裝備精良（配有德製重機槍），聯軍無法前進只能後撤，清廷稱此役為廊坊大捷。但裕祿將之歸功並大賞於義和團，而聶軍則分文無賞。
1900年7月9日，義和團為報復聶士成，派人綁架聶士成家眷，聶士成聞訊後大怒分兵營救，兩軍正式開戰。同時日軍从义和团纪庄子战场包抄天津，在纪庄子击败义和团后抄袭聂士成后路，聂士成由于身穿黄马褂目标过大被日军炮火击中身亡。义和团意欲搶奪並侮辱聂士成尸体，因德軍进逼而未果，德軍後將聶士成遺體歸還清軍。

## 纪念

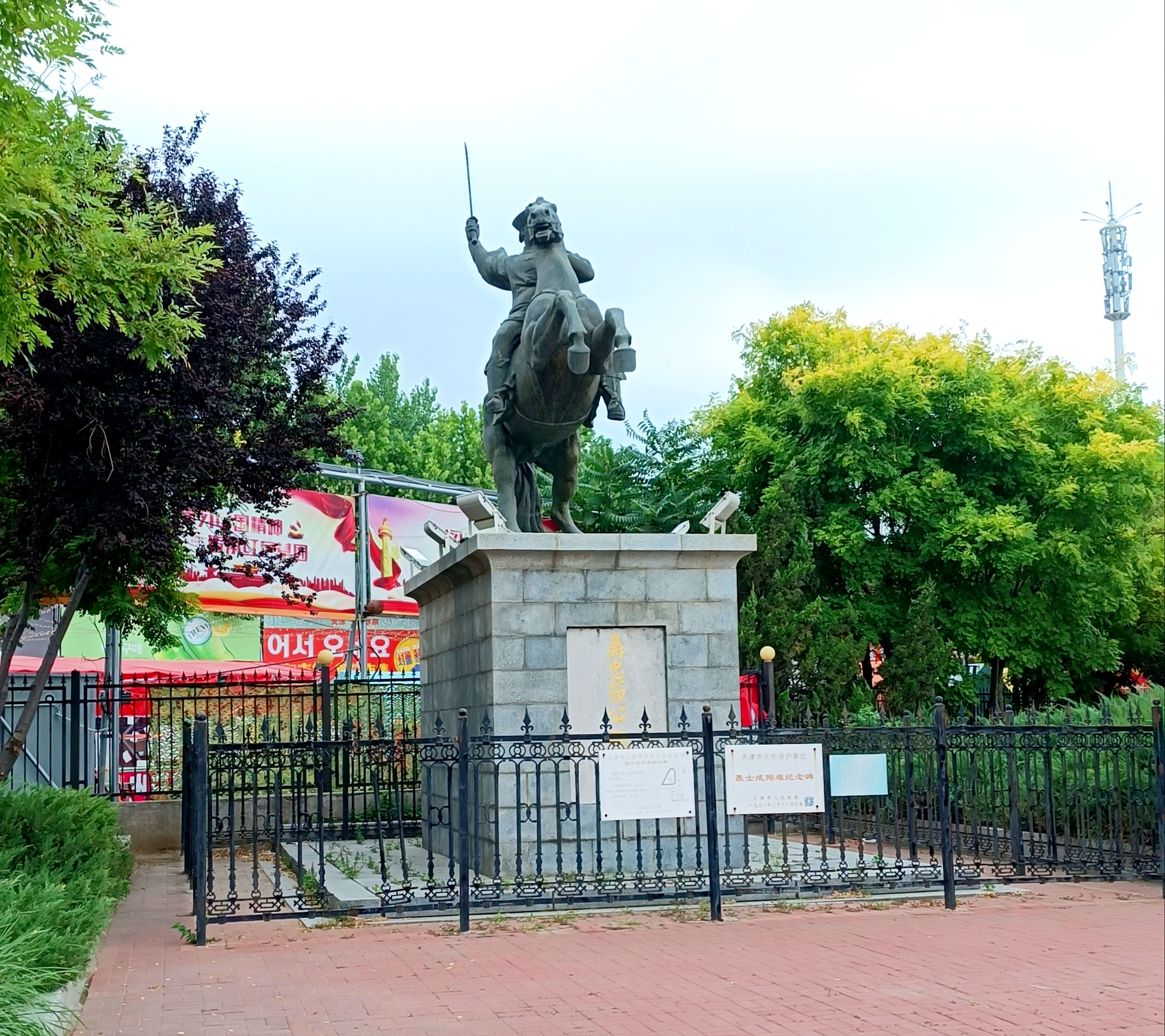
天津聂士成殉难纪念碑

1905年清政府於天津八里台以南（今天津市南開區紫金山路與卫津南路交叉口）立碑纪念，碑高2.4米，花崗石砌築基座。碑正面刻“聂忠节公殉难处”，两侧立柱上刻“勇烈贯长虹，想当年马革裹尸，一片丹心忍作怒涛飞海上；精诚留碧血，看今日虫沙历劫，三军白骨悲歌乐府战城南”，横额为“生气凛然”。
 
纪念碑在文革中被列入四大旧彻底砸烂；1984年复立时，碑文仅留“聂忠节公殉难处”七字。
2000年是其为国捐躯100周年，天津市政府在原聂公碑所在地树立了一座高4．18米的聂忠节公横刀跃马铜像以示缅怀，底座镌刻赞诗一首:将军驱骑刀光寒，一跃桥头此生瞻。聂公当年激扬处，多少青松配雨寒。

## 延伸阅读
[在维基数据编辑]
 《清史稿·卷467》，出自趙爾巽《清史稿》
 《清史稿·卷467》
 在维基共享资源阅览影像